# Neoris svenihedini
Neoris svenihedini är en fjärilsart som beskrevs av Erich Martin Hering 1936. Neoris svenihedini ingår i släktet Neoris och familjen påfågelsspinnare. Inga underarter finns listade i Catalogue of Life.